# رشته‌کوه اورالتائو
رشته‌کوه اورالتائو (روسی: хребет Уралтау) یک رشته‌کوه در باشقیرستان کشور روسیه است.